# L'Enjomineur
L'Enjomineur est un cycle de fantasy historique composé de trois romans écrits par Pierre Bordage : L'Enjomineur : 1792, L'Enjomineur : 1793 et L'Enjomineur : 1794, parus respectivement en 2004, 2005 et 2006 aux éditions L'Atalante. Il a pour cadre l'histoire de la Vendée, région natale de l'auteur, et se déroule pendant la Révolution française, incluant de nombreux éléments de féerie. Quatre mois de recherches historiques ont été nécessaires à Pierre Bordage pour rédiger cette trilogie, où par ailleurs aucun mot inusité en 1792 n'est censé apparaitre. 

## Résumé
L'histoire tourne autour de deux personnages : Émile, l'enfant trouvé, est réputé fils de la fée Mélusine. Élevé par un prêtre rationaliste, il est confronté au jugement d'autrui et s'éprend d'amour pour Perrette, avant de rencontrer le petit peuple et d'autres créatures, puis de partir pour Paris. Cornuaud est un ancien négrier possédé par une sorcière vaudoue qui lui fait payer ses erreurs passées. Au fil de l'histoire, les liens se resserrent entre ces deux personnages.

### L'Enjomineur: 1792
- L'Enjomineur : 1792, 2004(ISBN 2-84172-288-0)

### L'Enjomineur: 1793
- L'Enjomineur : 1793, 2005(ISBN 2-84172-318-6)

### L'Enjomineur: 1794
- L'Enjomineur : 1794, 2006(ISBN 2-84172-337-2)

## Personnages
- Pélaget : espion des administrateurs de police, infiltré dans la Société de Mithra sous le nom d'emprunt de « Voiturier ».

## Thèmes
On y retrouve les thèmes favoris de Pierre Bordage : rejet des systèmes et des conditionnements, et quête spirituelle, bien qu'il s'agisse de son premier roman de fantasy historique. Il est possible qu'en tant que fils de paysans vendéens, il ait souhaité rendre hommage à ses ancêtres à travers ce cycle. Le patois vendéen est très présent tout au long de l'ouvrage, et par ailleurs, Enjomineur signifie « sorcier ».

## Réception critique
L'Enjomineur a connu les honneurs d'une édition reliée à tirage limité.